# Langstaartgrastimalia
De langstaartgrastimalia (Laticilla burnesii) is een zangvogel uit de familie Pellorneidae. Deze vogel is genoemd naar de Schotse diplomaat Alexander Burnes (1804-1841) die het holotype had verzameld.

## Verspreiding en leefgebied
Deze soort komt voor in Pakistan, India en Nepal en telt twee ondersoorten:
- L. b. burnesii: Pakistan en noordwestelijk India.
- L. b. nepalicola: oostelijk Nepal.

## Status
De grootte van de populatie is niet gekwantificeerd maar de soort wordt omschreven als op de meeste plaatsen schaars maar soms plaatselijk zeer algemeen. Aangenomen wordt dat de soort snel achteruitgaat door habitatverlies. Op de Rode lijst van de IUCN heeft deze soort daarom de status gevoelig.